# 愼鏞虎
愼 鏞虎（シン・ヨンホ, 朝: 신용호、1917年8月11日 - 2003年9月19日）は大韓民国の実業家。教保生命保険創業者。号は大山（テサン、대산）。本貫は居昌愼氏。

## 人物
日本統治時代の朝鮮・全羅南道霊岩郡に生まれ、木浦で育った。六人兄弟の五男で、父や兄達が三・一独立運動に参加したため投獄され、家計は苦しかった。また幼少時から病弱であり、就学年齢を過ぎていたため、普通学校に入れず、独学で教育を身に着けた。この時に「千日読書」と称して、十日間につき一冊、千日間に百冊以上の本を読んだ。1936年に京城を経て満洲の大連に渡り、総合商社に入社し会社運営のノウハウを学んだ。1938年に退社すると、北京や上海など中国各地の政情や食糧事情等を視察し、1940年に北京で穀物の流通業「北一公社」を起業した。1945年の日本の太平洋戦争敗戦で祖国は解放されたが、北京銀行に預けた資産は国民革命軍に凍結された。会社を整理して翌年に朝鮮に帰国、この時の天津から釜山までの帰国船の中で、後に大統領となる朴正煕の知遇を経た。
1946年にソウルで出版事業を計画し、「民主文化社」を創業した。金龍済を主幹に据え、最初の刊行物として、独立運動家呂運亨の伝記『呂運亨先生闘争史』を出版し、ベストラセーとなったが、当時の朝鮮では書籍の流通構造が未整備であり、売上金の回収が困難となり、会社を清算せざるを得なくなった。しかし、この時の失敗が後の出版流通の革命を先導し、出版文化の画期的な発展をもたらした教保文庫（1980年創業）につながった。出版事業を断念した後は、繊維産業に進出したが、軌道に乗り始めた矢先に朝鮮戦争が勃発し、廃業を余儀なくされ、一時的に済州島に避難した。
1953年に休戦協定が締結された後は、ソウルに戻り、保険業について広く研究し、業界を調査した。保険の前近代的な形態として、朝鮮には伝統的な相互扶助組織「契」が存在し、特に子供の教育を目的とした「学契」は、開始時に一定の基金を集めるか、毎年少しずつ集め、金を貸して利子を取ったり、春窮時に長利で貸し借りする米を貸したりした収益を契員に学資として支給し、書堂の運営費に充当するものであった。1955年当時の韓国の保険会社は火災保険と海上保険以外は実質的に休眠状態にあり、教育と関連した保険は、どの保険会社の営業品目にも導入されていないことを確信すると、国民の教育振興と民族資本形成を理念として、1958年に「大韓教育保険株式会社（現在の教保生命保険）」を創業し、韓国の代表的な保険会社として成長させた。
1969年に大韓民国国民勲章、1996年に金冠文化勲章を受章した。韓国文学の世界化に寄与することを目的とし、1993年に大山文学賞を創設した。1994年にはアラバマ大学より名誉教授を授与された。10年来の闘病生活の末、2003年にソウル大学校附属病院で死去した。